# 戴东昌
戴东昌（1962年12月—），男，中共党员，山东济宁人，中华人民共和国政治人物。曾任交通运输部副部长，第十四届全国政协委员。

## 生平
2001年9月，历任交通部规划研究院总工程师，副院长兼总工程师。2004年12月，历任交通部规划研究院院长、党委副书记，交通部公路科学研究院院长。2007年11月，任交通部公路司司长。2009年3月，任交通运输部总规划师。2014年3月，出任交通运输部党组成员兼总规划师。2014年10月，任交通运输部党组成员兼总规划师、综合规划司司长。2016年4月，升任交通运输部副部长，2023年4月30日卸任。
2023年1月，当选第十四届全国政协委员。2023年3月，任第十四届全国政协经济委员会副主任。